# Nanteuil-sur-Marne
Nanteuil-sur-Marne è un comune francese di 470 abitanti situato nel dipartimento di Senna e Marna nella regione dell'Île-de-France.

## Società

### Evoluzione demografica
Abitanti censiti